# Eragrostis raynaliana
Eragrostis raynaliana là một loài thực vật có hoa trong họ Hòa thảo. Loài này được Lebrun mô tả khoa học đầu tiên năm 1970.